# Colaptes rivolii
Colaptes rivolii là một loài chim trong họ Picidae.